# Antoine Bouchard
Antoine Bouchard (ur. 24 sierpnia 1994) – kanadyjski judoka. Olimpijczyk z Rio de Janeiro 2016, gdzie zajął piąte miejsce wadze półlekkiej.
Uczestnik mistrzostw świata w 2014, 2015, 2017 i 2018. Startował w Pucharze Świata w latach 2012-2018 i 2023. Srebrny medalista igrzysk panamerykańskich w 2015 i brązowy w 2023. Zdobył siedem medali na mistrzostwach panamerykańskich w latach 2015 - 2023. Sześciokrotny medalista mistrzostw Kanady w latach 2011-2018.

## Letnie Igrzyska Olimpijskie 2016
| Konkurencja | Eliminacje             | Eliminacje              | Eliminacje          | Eliminacje            | Repasaże                          | Finały                  | Klas. końcowa |
| Konkurencja | Przeciwnik I           | Przeciwnik II           | Przeciwnik III      | 1/4                   | Przeciwnik I                      | o 3. miejsce            | Miejsce       |
| ----------- | ---------------------- | ----------------------- | ------------------- | --------------------- | --------------------------------- | ----------------------- | ------------- |
| 66 kg       | Raymond Ovinou (PNG) Z | Michaił Pulajew (RUS) Z | Imad Bassou (MAR) Z | Adrian Gomboc (SLO) P | Dawaadordżijn Tömörchüleg (MGL) Z | Masashi Ebinuma (JPN) P | 5.            |